# Вирок
Ви́рок (від пол. wyrok), також при́суд — судове рішення про винуватість або невинуватість підсудного.
В переносному значенні, категоричне рішення про що-небудь, оцінка чогось, авторитетна думка про щось.

## Види вироку
1. Виправдувальний
2. Обвинувальний

Стаття 373 Кримінального процесуального Кодексу України від 13.04.2012

1. Виправдувальний вирок ухвалюється у разі, якщо не доведено, що:

1) вчинено кримінальне правопорушення, в якому обвинувачується особа;

2) кримінальне правопорушення вчинене обвинуваченим;

3) в діянні обвинуваченого є склад кримінального правопорушення.

4) п. 1, 2 ч. 1 ст. 284 КПК

2. Якщо обвинувачений визнається винуватим у вчиненні кримінального правопорушення, суд ухвалює обвинувальний вирок і призначає покарання, звільняє від покарання чи від його відбування у випадках, передбачених законом України про кримінальну відповідальність, або застосовує інші заходи, передбачені законом України про кримінальну відповідальність.

## Зміст вироку
Вирок суду складається зі вступної, мотивувальної та резолютивної частин.

У вступній частині вироку зазначаються:

1) дата та місце його ухвалення;

2) назва та склад суду, секретар судового засідання;

3) найменування (номер) кримінального провадження;

4) прізвище, ім'я та по батькові обвинуваченого, рік, місяць і день його народження, місце народження і місце проживання, заняття, освіта, сімейний стан та інші відомості про особу обвинуваченого, що мають значення для справи;

5) закон України про кримінальну відповідальність, що передбачає кримінальне правопорушення, у вчиненні якого обвинувачується особа;

6) сторони кримінального провадження та інші учасники судового провадження.

У мотивувальній частині вироку зазначаються:

1) у разі визнання особи виправданою — формулювання обвинувачення, яке пред'явлене особі і визнане судом недоведеним, а також підстави для виправдання обвинуваченого з зазначенням мотивів, з яких суд відкидає докази обвинувачення;

мотиви ухвалення інших рішень щодо питань, які вирішуються судом при ухваленні вироку, та положення закону, якими керувався суд;

2) у разі визнання особи винуватою:

формулювання обвинувачення, визнаного судом доведеним, із зазначенням місця, часу, способу вчинення та наслідків кримінального правопорушення, форми вини і мотивів кримінального правопорушення;

статті (частини статті) закону України про кримінальну відповідальність, що передбачає відповідальність за кримінальне правопорушення, винним у вчиненні якого визнається обвинувачений;

докази на підтвердження встановлених судом обставин, а також мотиви неврахування окремих доказів;

мотиви зміни обвинувачення, підстави визнання частини обвинувачення необґрунтованою, якщо судом приймалися такі рішення;

обставини, які пом'якшують або обтяжують покарання;

мотиви призначення покарання, звільнення від відбування покарання, застосування примусових заходів медичного характеру при встановлені стану обмеженої осудності обвинуваченого, застосування примусового лікування відповідно до ст. 96 КК мотиви призначення громадського вихователя неповнолітньому;

підстави для задоволення цивільного позову або відмови у ньому, залишення його без розгляду;

мотиви ухвалення інших рішень щодо питань, які вирішуються судом при ухваленні вироку, та положення закону, якими керувався суд.
4. У резолютивній частині вироку зазначаються:

1) у разі визнання особи виправданою — прізвище, ім'я та по батькові обвинуваченого, рішення про визнання його невинуватим у пред'явленому обвинуваченні та його виправдання;

рішення про поновлення в правах, обмежених під час кримінального провадження;

рішення щодо заходів забезпечення кримінального провадження, в тому числі рішення про запобіжний захід до набрання вироком законної сили;
рішення щодо речових доказів і документів;

рішення щодо процесуальних витрат;

строк і порядок набрання вироком законної сили та його оскарження;

порядок отримання копій вироку та інші відомості;

2) у разі визнання особи винуватою: 

прізвище, ім'я та по батькові обвинуваченого, рішення про визнання його винуватим у пред'явленому обвинуваченні та відповідні статті (частини статті) закону України про кримінальну відповідальність;

покарання, призначене по кожному з обвинувачень, що визнані судом доведеними, та остаточна міра покарання, обрана судом;

початок строку відбування покарання;

рішення про застосування примусового лікування чи примусових заходів медичного характеру щодо обмежено осудного обвинуваченого у разі їх застосування;

рішення про призначення неповнолітньому громадського вихователя;

рішення про цивільний позов;

рішення про інші майнові стягнення і підстави цих рішень;

рішення щодо речових доказів і документів;

рішення про відшкодування процесуальних витрат;

рішення щодо заходів забезпечення кримінального провадження;

рішення про залік досудового тримання під вартою;

строк і порядок набрання вироком законної сили та його оскарження;

порядок отримання копій вироку та інші відомості.